# Hasparren
Hasparren é uma comuna francesa na região administrativa da Nova Aquitânia, no departamento dos Pirenéus Atlânticos. Estende-se por uma área de 77,13 km². Em 2010 a comuna tinha 7 449 habitantes (densidade: 96,6 hab./km²).